# Lys noir (politique)
Cet article concerne le mouvement d'extrême droite français. Pour le voilier français, voir Lys Noir.
 (février 2017).
Le Lys noir est un mouvement classé à l'extrême droite se réclamant « politico-littéraire » 
Tirée du nom d'un périodique diffusé en France depuis décembre 2011, l'appellation est utilisée pour désigner l'« Organisation Georges Bernanos » (OGB) qui se présente comme rédactrice et distributrice dudit périodique.

## Ligne politique

### Inspirateurs
Reprenant la défense d'idées du royalisme d'Action Française telles que la monarchie absolue décentralisée ou le Coup de Force, ce mouvement s'éloigne cependant de l'orthodoxie maurrassienne et se situe dans la filiation des dissidents monarchistes tels que le Cercle Proudhon, le groupe terroriste de la Cagoule, Joseph Darnand ainsi que de Georges Bernanos, pamphlétaire et de philosophes royalistes tels que Pierre Boutang,[source insuffisante].
Toutefois, bien que se réclamant de théoriciens et activistes de l'ultra-droite, ce mouvement se réclame aussi de mouvements populistes (poujadisme), révolutionnaires (Khmers Rouges), de penseurs anti-industriels comme Jacques Ellul, le terroriste Theodore Kaczynski, de la décroissance, et plus largement des auteurs post-situationnistes de l'Encyclopédie des Nuisances ainsi que de l'ultra-gauche de Tiqqun et du mouvement autonome.
Du fait de ces références paradoxales, les milieux antifascistes dénoncent l'organisation comme étant confusionniste.

### Préférences dynastiques
Sur ce plan de leur politique, le Lys noir récuse les prétentions de la quatrième maison d'Orléans, la jugeant trop proche de la franc-maçonnerie, de même que celles des membres de la Maison de Bourbon, jugés comme étant des « princes bâtards ». Le mouvement soutient en revanche les droits du prince franco-hollandais Charles de Bourbon-Parme, prétendant carliste en Navarre et fils aîné de Charles-Hugues de Bourbon-Parme, qui initia, dans les années 1970, un carlisme autogestionnaire en Navarre.
De plus, le mouvement se considère sous la régence de fait de son président d'honneur, le prince Sixte-Henri de Bourbon-Parme.

### Projets politiques
L'organisation se place sur une position anti-technologique, mais également dans la défense de ce qu'elle nomme « l’Hyper France » et de « l’Homme ancien ». Elle prône entre-autres l'interdiction des smartphones, des jeux vidéo, du cinéma américain, de la géolocalisation, de l'agriculture intensive, de la grande distribution et des robots.
En juin 2013, le mouvement s'est fait connaître pour avoir appelé au coup d'État militaire en France,,.
Le Lys noir a essayé de présenter la candidature de Hugues Aufray à l'élection présidentielle française de 2017, projet rendu public par celui-ci en fin d'année 2016. Le chanteur s'est cependant rétracté à la suite de révélations sur le « Cercle des gens de peu » à l'origine du projet.
En 2016, dans ses « brochures express » répondant aux actes terroristes, le mouvement affirme être partisan de la partition du territoire français entre « Français de souche » et Musulmans.

## Activité éditoriale
Bien que le mouvement n'ait aucune forme légale, plusieurs périodiques et brochures sont publiés de manière anonyme ou sous pseudonymes, certains bénéficiant d'un tirage papier, d'autres n'étant disponibles que sous format électronique.

### Le périodiqueLys noir
Sous-titré Organe de la conjuration, il est fondé en décembre 2011 et se veut une revue politico-littéraire, un « samizdat anti-moderne ».
Il en existe deux formules :
- Un journal trimestriel gratuit, au format tabloïd, dont la publication n'est cependant pas régulière ;
- Un webzine (portant la mention Mini Lys Noir) lancé en mars 2013. D'abord hebdomadaire, le rythme de publication ralentit à partir de la fin de l'été 2013. En automne 2013, la publication est interrompue pour permettre l'impression et la distribution d'un autre journal, L'Action Française Universitaire. Elle reprend cependant en 2014 à un rythme plus épisodique.

### L'Action française universitaire
Huit numéros tabloïds en ont été distribués gratuitement dans le milieu universitaire à partir d'octobre 2013. Des agressions contre des militants syndicalistes en auraient résulté, apparemment dues aux titres appelant à la violence.

### Arsenal
Webzine sous-titré Web-hebdo géopolitique et diffusé en 2013 puis au printemps 2016, il propose un commentaire hebdomadaire de l'actualité géopolitique.

### PaZoC
Titré Paris Zone de Combat et sous-titré Revue Simultanéiste, ce webzine en 6 numéros est diffusé par messagerie électronique dans les milieux alternatifs au printemps 2015, en vue de préparer une insurrection coordonnée lors de la COP21. La tentative d'instrumentalisation de groupes politiques sera cependant démasquée par des militants antifascistes.

### Autres publications
Outre les périodiques cités ci-dessus, il convient de relever[style à revoir] la présence d'un programme présidentiel, de quatre « brochures express » (bien que numérotées de 2 à 5) en format numérique, ainsi que la mention de 3 « livres militants » sur leur site internet. Le mouvement y revendique aussi la parenté de l'hebdomadaire « Bonnet Rouge », lancé en octobre 2013 à la suite du mouvement des Bonnets Rouges. La tentative de confusionnisme sera dénoncée peu après.